# Vương quốc Campuchia (1953–1970)
Vương quốc Campuchia, dưới thời Norodom Sihanouk từ năm 1953 đến năm 1970, là một giai đoạn đặc biệt quan trọng trong lịch sử đất nước. Sihanouk tiếp tục là một trong những nhân vật gây nhiều tranh cãi nhất trong lịch sử hậu thế chiến hỗn loạn và thường bi thảm của Đông Nam Á.

## Chính phủ đầu tiên của Sihanouk
Những nỗ lực của Việt Minh trong Kháng chiến chống Pháp đã đem lại kết quả. Theo Hiệp định Genève, Việt Minh đang đóng trên lãnh thổ của Campuchia tập kết ra Bắc Việt Nam, quân Pháp phải rút khỏi Đông Dương. Chính quyền của Norodom Sihanouk xây dựng một Campuchia độc lập, thân thiện với Bắc Việt Nam.
Trung lập là yếu tố cơ bản của chính sách đối ngoại Campuchia trong thập niên 1950 và thập niên 1960. Tuy nhiên, chính phủ Campuchia xây dựng một quan hệ tốt đẹp với khối xã hội chủ nghĩa, nhận viện trợ to lớn từ Liên Xô và Trung Quốc, giúp đỡ to lớn quân Giải phóng Việt Nam. Tới giữa thập niên 1960, nhiều phần tại các tỉnh phía đông Campuchia được dùng làm những căn cứ cho quân đội Việt Nam Dân chủ Cộng hòa và các lực lượng Mặt trận Dân tộc Giải phóng miền Nam Việt Nam hoạt động chống lại Hoa Kỳ và Việt Nam Cộng hòa, cảng Sihanoukville được xây dựng và sử dụng để tiếp tế cho họ. Song song với việc dó là hàng hóa từ Nam Lào qua đông bắc Campuchia vào Việt Nam. Campuchia trở thành mắt xích quan trọng của các tuyến Đường mòn Hồ Chí Minh, trước năm 1970, phần lớn hàng hóa được chuyển qua đây.
Khi các hoạt động của Bắc Việt Nam tăng lên, Hoa Kỳ và Nam Việt Nam bắt đầu lo ngại, và vào năm 1969, Hoa Kỳ bắt đầu một chiến dịch ném bom rải thảm dài mười bốn tháng nhắm vào các cơ sở của Bắc Việt Nam và Mặt trận Dân tộc Giải phóng miền Nam Việt Nam khiến nước này rơi vào tình trạng bất ổn định. Hoa Kỳ tuyên bố rằng chiến dịch ném bom chỉ diễn ra ở vùng không lớn hơn 10 và sau này là 20 dặm bên trong biên giới Campuchia, các vùng nơi có dân Campuchia sinh sống đã được Bắc Việt Nam di tản.
Những cuộc ném bom này gây ra thương vong rất lớn cho dân Campuchia, vốn không quen với chiến tranh như dân Việt Nam. Hoàn toàn không có việc sơ tán dân như tuyên bố, đơn giản vì quân Mỹ và Nam Việt Nam không đến những vùng bị ném bom, được cho là còn quân Bắc Việt Nam và các lực lượng Mặt trận Dân tộc Giải phóng miền Nam Việt Nam.
Trong suốt thập niên 1960, chính trị trong nước Campuchia bị chia rẽ. Chống đối nổi lên bên trong tầng lớp trung lưu và cánh tả gồm cả những lãnh đạo từng được đào tạo ở Pháp như Son Sen, Ieng Sary và Saloth Sar; những người này đã lãnh đạo một cuộc nổi dậy dưới sự lãnh đạo bí mật của Đảng Cộng sản Campuchia. Sihanouk gọi những người nổi dậy đó là Khmer Đỏ. Nhưng cuộc bầu cử quốc hội năm 1966 cho thấy cánh tả được ủng hộ nhiều hơn, và tướng Lon Nol đã lập ra một chính phủ, tồn tại tới tận năm 1967. Trong giai đoạn 1968 và 1969, cuộc nổi dậy ngày càng tồi tệ. Tháng 8 năm 1969, tướng Lon Nol lập ra một chính phủ mới. Sihanouk đi ra nước ngoài để chăm sóc sức khoẻ từ tháng 1 năm 1970. Campuchia bị lôi kéo vào Chiến tranh Đông Dương lần thứ hai.